# Ранжит, Малькольм
Альберт Малькольм Ранжит Патабендиге Дон (там. மால்கம் ரஞ்சித்; род. 15 ноября 1947, Полгахавела, Шри-Ланка) — шри-ланкский кардинал, ватиканский дипломат и куриальный сановник. Титулярный епископ Кабарсусси и вспомогательный епископ Коломбо с 17 июня 1991 по 2 ноября 1995. Епископ Ратнапуры с 2 ноября 1995 по 1 октября 2001. Архиепископ ad personam с 1 октября 2001 по 29 апреля 2004. Адъюнкт-секретарь Конгрегации Евангелизации Народов с 1 октября 2001 по 10 декабря 2005. Апостольский нунций в Индонезии и Восточном Тиморе с 29 апреля 2004 по 10 декабря 2005. Титулярный архиепископ Умбриатико 29 апреля 2004 по 16 июня 2009. Секретарь Конгрегации богослужения и дисциплины таинств с 10 декабря 2005 по 16 июня 2009. Архиепископ Коломбо с 16 июня 2009. Кардинал-священник с титулом церкви Сан-Лоренцо-ин-Лучина с 20 ноября 2010.